# El Panfleto
El panfleto és una obra de 1973 de l'Equip Crònica, format per Rafael Solbes, Manuel Valdés i Joan Antoni Toledo. Es tracta d'un acrilic sobre llenç i fa 200 x 400 cm. Aquesta obra pertany a la col·lecció El cartel. Actualment es troba a la col·lecció de l'IVAM.
La composició de l'obra és simètrica, ja que al centre al centre apareixen tres cartells superposats d'ideologia republicana que la divideix en tres parts. Algunes parts del cartell també apareixen en les obres de la col·lecció a la qual pertany. En la part esquerra apareixen personatges de les obres de Grosz, Posada o Klee, junt amb altres personatges. En aquesta obra hi ha referències pictòriques a l'oposició entre pamflet i art i es reivindica la tasca del pintor. Planteja també qüestions com la rapidesa del cartell i la seua utilitat política davant la tasca pausada del art.